# 吉田耕造 (海洋物理学者)
吉田 耕造（よしだ こうぞう、1922年（大正11年）1月17日 - 1978年（昭和53年）1月28日）は日本の海洋物理学者。

## 経歴
1922年に大阪府で出生。旧制大阪府立北野中学校、旧制第一高等学校を経て、1944年に東京帝国大学理学部地球物理学科を卒業後、日本の海洋物理学の有識者に学んだり、カリフォルニアのスクリップス海洋研究所で研究をしたりした。1953年東京大学理学博士、学位論文の題は「海の波浪及び海洋に起る波動の研究 」。 
1954年には東京大学理学部助教授、1964年には同大教授に就任した。沿岸湧昇の国際的な権威であり、日本海洋学会でも指導的な立場となった。1968年には第3回日本海洋学会賞を受賞した。1978年1月28日、直腸がんのため東京大学医学部附属病院で死去。56歳。
叙正四位、叙勲三等授旭日中綬章。

## 著書
- 吉田耕造『海の波』目黒書店〈目黒学習書〉、1949年。
- 吉田耕造『海の波』目黒書店〈学生物理学全書〉、1951年。
- edited by Kozo Yoshida (1964). Studies on oceanography : a collection of papers dedicated to Koji Hidaka. University of Tokyo Press
- edited by Kozo Yoshida (1965). Studies on oceanography : a collection of papers dedicated to Koji Hidaka [in commemoration of his sixtieth birthday] (American ed ed.). University of Washington Press
- edited by Henry Stommel and Kozo Yoshida (1972). Kuroshio; its physical aspects. University of Tokyo Press
- 吉田耕造『海の研究 〔正〕 イルカとの対話』海洋出版〈イルカぶっくす〉、1978年。[2]
- 吉田耕造『海の研究 続 わたくしの見解』海洋出版〈イルカぶっくす〉、1978年。[3]
- 吉田耕造『海の研究 第3 わたくしの回想』海洋出版〈イルカぶっくす〉、1978年。[4]
- 吉田耕造『復刻・海の波 : その力学』海洋出版〈イルカぶっくす〉、1978年。[5]

### 訳書
- ウィラード・バスカム 著、吉田耕造・内尾高保 訳『海洋の科学 : 海面と海岸の力学』河出書房新社〈現代の科学〉、1970年。[6]
- エドワード・P.クランシー 著、吉田耕造・前田総之助 訳『潮汐の話 : 地球の鼓動』河出書房新社〈現代の科学〉、1972年。
- ウィラード・バスカム 著、吉田耕造・内尾高保 訳『海洋の科学 : 海面と海岸の力学』河出書房新社〈現代の科学 新装版〉、1977年。